# Banisia iota
Banisia iota är en fjärilsart som beskrevs av Chu och Wang 1991. Banisia iota ingår i släktet Banisia och familjen Thyrididae. Inga underarter finns listade i Catalogue of Life.